# Macromedia FlashPaper
 (juillet 2019).
Si vous disposez d'ouvrages ou d'articles de référence ou si vous connaissez des sites web de qualité traitant du thème abordé ici, merci de compléter l'article en donnant les références utiles à sa vérifiabilité et en les liant à la section « Notes et références ».
Pour les articles homonymes, voir Flash.
Macromedia FlashPaper 2 est un logiciel conçu et publié par Macromedia. Sa conception fonctionnelle imite celle de Adobe Acrobat Distiller, il se comporte comme le pilote d'une imprimante virtuelle.
Format de document proche du PDF de Adobe Systems mais généré en Flash et visible directement dans un navigateur, au sein même d'une page Web. Comme PDF, c'est un format destiné à l'impression.
Il fait partie du système de publication macromedia.
Le produit est distribué par Macromédia sous forme de logiciel tiers ou de fonction intégrée au serveur ColdFusion MX 7.